# Chenopodiastrum
Chenopodiastrum is een geslacht uit de amarantenfamilie (Amaranthaceae). De soorten komen wereldwijd voor in subtropische en gematigde regionen.

## Soorten
- Chenopodiastrum badachschanicum (Tzvelev) S.Fuentes, Uotila & Borsch
- Chenopodiastrum coronopus (Moq.) S.Fuentes, Uotila & Borsch
- Chenopodiastrum erosum (R.Br.) Uotila
- Chenopodiastrum fasciculosum (Aellen) Mosyakin
- Chenopodiastrum gracilispicum (H.W.Kung) Uotila
- Chenopodiastrum hybridum (L.) S.Fuentes, Uotila & Borsch - Esdoornganzenvoet
- Chenopodiastrum murale (L.) S.Fuentes, Uotila & Borsch - Muurganzenvoet
- Chenopodiastrum simplex (Torr.) S.Fuentes, Uotila & Borsch

... · 
Achyranthes · 
Aerva ·
Alternanthera ·
Amaranthus (Amarant) · 
Atriplex (Melde) · 
Axyris · 
Bassia (Zoutkruid) · 
Beta (Biet) · 
Blitum (Spiesganzenvoet) · 
Celosia · 
Chenopodium (Ganzenvoet) · 
Corispermum (Vlieszaad) · 
Dysphania · 
Halimione (Zoutmelde) · 
Halocnemum · 
Halothamnus · 
Haloxylon · 
Kochia · 
Krascheninnikovia · 
Polycnemum (Knarkruid) · 
Patellifolia · 
Ptilotus · 
Pupalia ·
Salicornia (Zeekraal) · 
Salsola (Loogkruid) · 
Spinacia · 
Suaeda · 
Traganum · 
...